# Plymouth Sutton and Devonport (circonscription britannique)
Circonscription parlementaire de la Chambre des communes
La circonscription de Plymouth, Sutton and Devonport est une circonscription située dans le Devon, et représentée à la Chambre des communes du Parlement britannique.

## Géographie
La circonscription comprend :
- La partie sud de la ville de Plymouth

## Députés
Les Members of Parliament (MPs) de la circonscription sont :
| Législature                                                                   | Années       | Député | Député         | Parti              |
| ----------------------------------------------------------------------------- | ------------ | ------ | -------------- | ------------------ |
| Plymouth, Sutton and Devonport issue de Plymouth Devonport et Plymouth Sutton |              |        |                |                    |
| 55e                                                                           | 2010–2015    |        | Oliver Colvile | Conservateur       |
| 56e                                                                           | 2015–2017    |        | Oliver Colvile | Conservateur       |
| 57e                                                                           | 2017–2019    |        | Luke Pollard   | Travailliste Co-op |
| 58e                                                                           | 2019–Présent |        | Luke Pollard   | Travailliste Co-op |

Oliver Colvile (2010-2017)

## Résultats électoraux
| Parti politique         | Parti politique         | Nom                     | Voix   | %       | ±%   | Maj.  |
| ----------------------- | ----------------------- | ----------------------- | ------ | ------- | ---- | ----- |
|                         | Travailliste Co-op      | Luke Pollard (sortant)  | 25 461 | 47,88 % | −5,4 | 4 757 |
|                         | Conservateur            | Rebecca Smith           | 20 704 | 38,93 % | −1,1 |       |
|                         | Brexit                  | Ann Widdecombe          | 2 909  | 5,47 %  | 5,5  |       |
|                         | Libéraux-démocrates     | Graham Reed             | 2 545  | 4,79 %  | 2,4  |       |
|                         | Vert                    | James Ellwood           | 1 557  | 2,93 %  | 1,7  |       |
| Total des votes valides | Total des votes valides | Total des votes valides | 53 176 | 100 %   |      |       |
| Électeurs inscrits      | Électeurs inscrits      | Électeurs inscrits      | 77 852 |         |      |       |